# Noun (Fluss)
Der Noun, auch Nün, Nun oder Wandam, ist ein Fluss in Kamerun.

## Verlauf
Der Fluss ist einer der Hauptnebenflüsse des Mbam. Er hat seine Quellen im Oku-Massiv an den Hängen des Mount Kilum. In seinem Verlauf erhält er Wasser aus den Flüssen Mifi Nord und Süd sowie dem Monkie. Auf seinem Weg durchfließt er die Stadt Bafoussam, bevor er bei Bafia in den Mbam mündet.

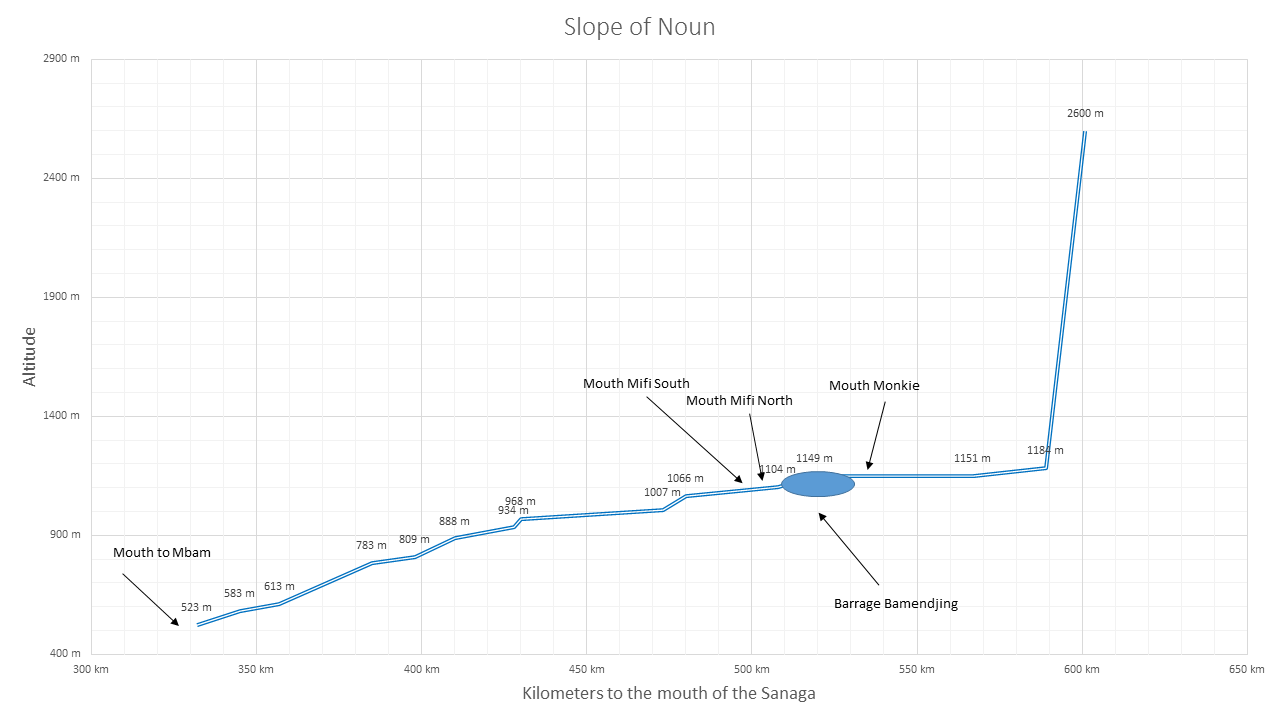
Grafische Darstellung des Sohlengefälles des Noun

## Hydrometrie
Die Durchflussmenge des Flusses wurde in Bafoussam, 141 km oberhalb der Mündung, in m³/s gemessen.

## Abflussmanagement

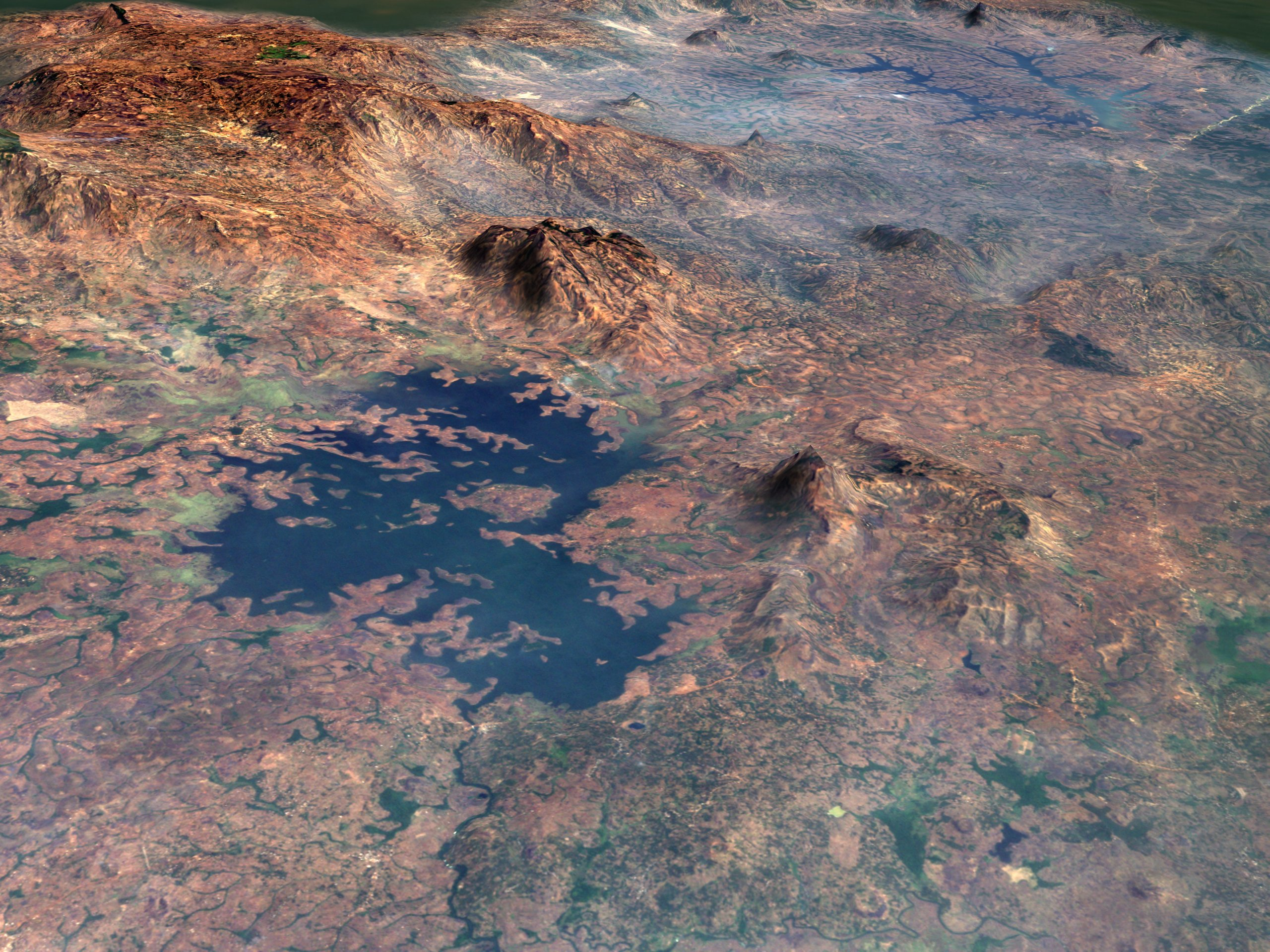
Satelliten Aufnahme des Bamendjing-Reservoir

Der Noun wird in seinem Oberlauf im Bamendjing-Reservoir aufgestaut. Es hat ein Speichervolumen von 1.850 Millionen m³. Bedingt durch die starken jahreszeitlichen Abflussschwankungen des Sanaga (Faktor 10), wurden im System des größten Flusses Kameruns eine Kombination von Reservoirs angelegt. Der Mbakaou-See, das Bamendjing und das Mapé-Reservoir, sowie weitere kleinere Reservoirs, dienen dabei nicht der Stromerzeugung. Der nationale Energieerzeuger Eneo (ehemals AES Sonel) verwendet diese Stauseen zur Wassermengenregulierung des Sanaga. Am Lom wurde das Kraftwerk Lom Pangar errichtet, dessen Stausee 6 Mrd. m³ Wasser speichern kann. Dadurch werden die Abflussschwankungen ausgeglichen und die Stromerzeugung der Kraftwerke Edéa und Song Loulou am Unterlauf des Sanaga wird optimiert.